# 三角哲男
三角 哲男（みすみ てつお、1967年3月3日 - ）は、日本の競艇選手。千葉県習志野市出身、登録番号は3256（58期）。東京支部所属。164cm・51kg、血液型A型、愛称は「水上のゲリラ」。同期には池上裕次（引退）・平石和男・田頭実・柳澤千春らがいる。

## 来歴
1985年、58期訓練生として本栖研修所（現・やまと競艇学校の前身）に入り、本栖チャンプ（58期卒業記念レース優勝）となり卒業した。
1986年5月15日、多摩川競艇場でデビュー。1993年7月10日に多摩川競艇場で開催された「開設39周年記念・ ウェイキーカップ」でGI初優出、初優勝。
過去SGで1勝・G1で3勝。1994年に住之江競艇場における第4回グランドチャンピオン決定戦で大外6コースから一気に差し切りSG初優勝を飾っている。多摩川競艇場との相性が抜群に良く、過去に記念を3つ（第39回・第50回ウェイキーカップ及び第56回関東地区選手権）制している。また、人気薄からしぶとく2着に食い込んで高配当を演出することも度々ある。
2009年よりトーキョーベイパイレーツのメンバーとなった。